# تیرلمر، نیو ساوت ولز
تیرلمر (به انگلیسی: Thirlmere) یک شهرک در استرالیا است که در نیو ساوت ولز واقع شده‌است.

## جستارهای وابسته

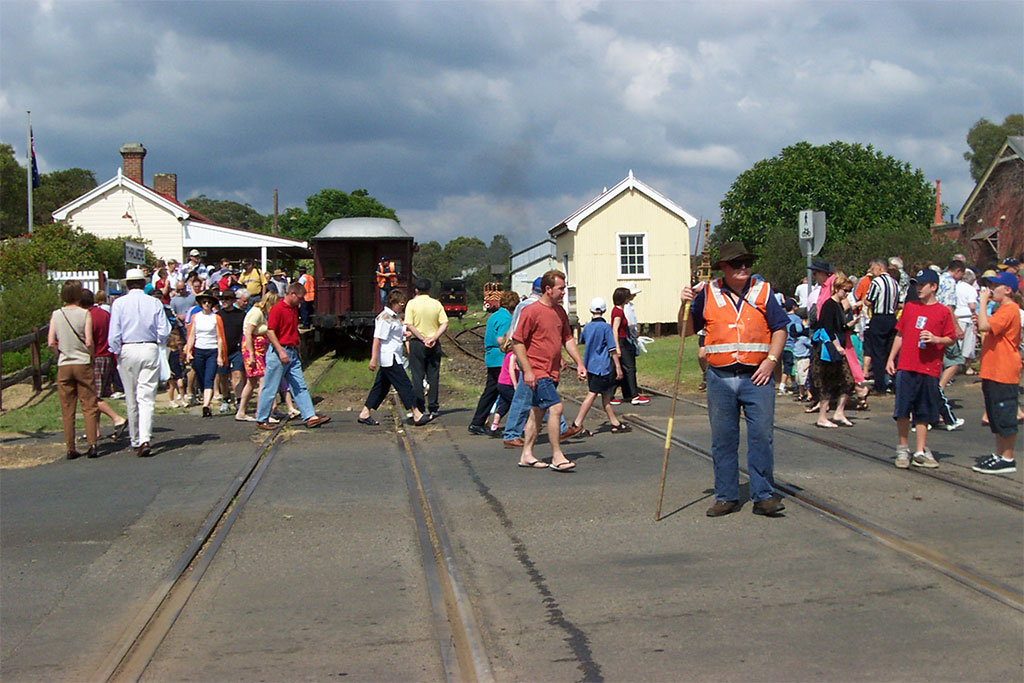
فستیوال بخار ۲۰۰۲

## نگارخانه

Thirlmere Images
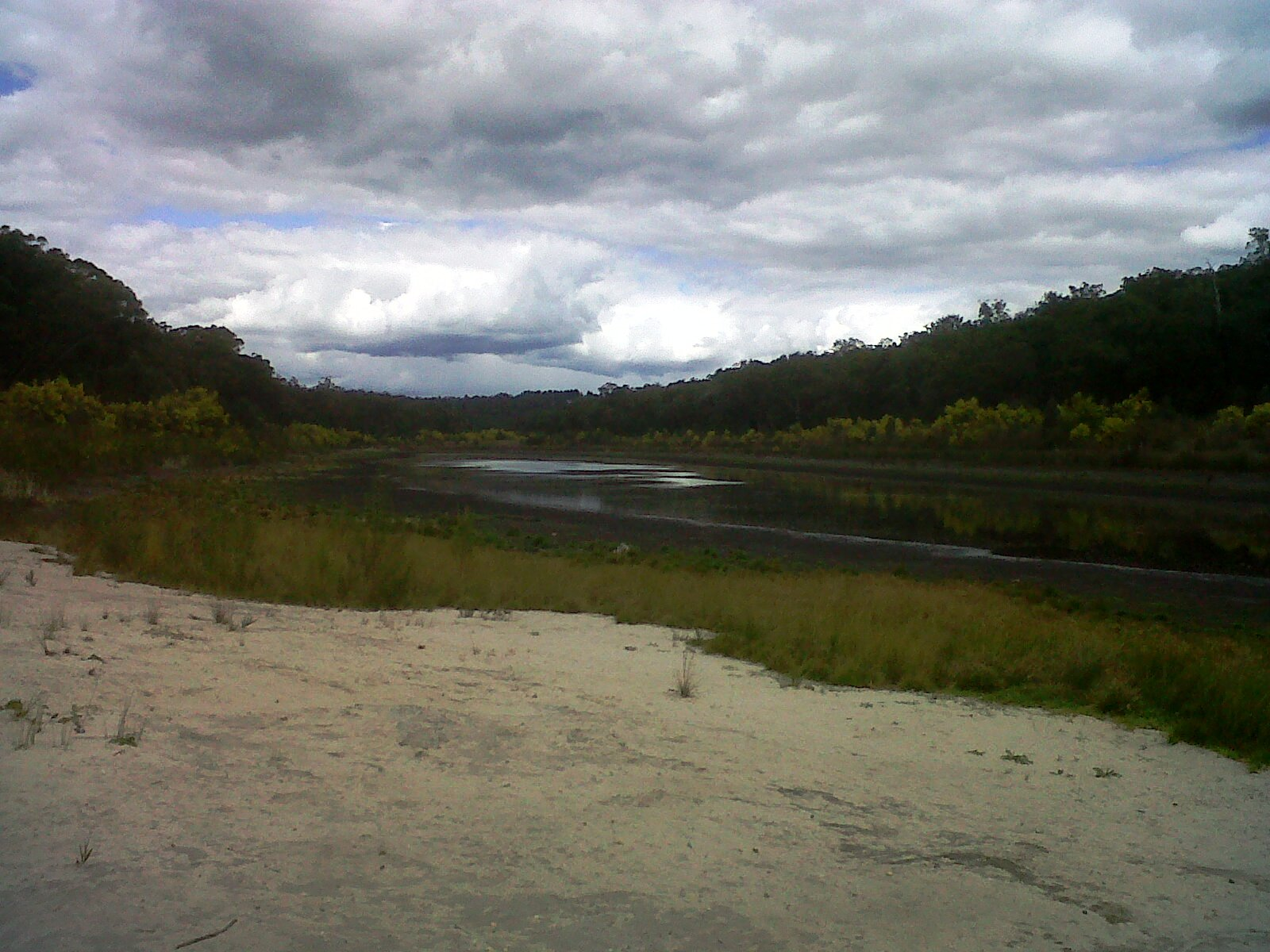
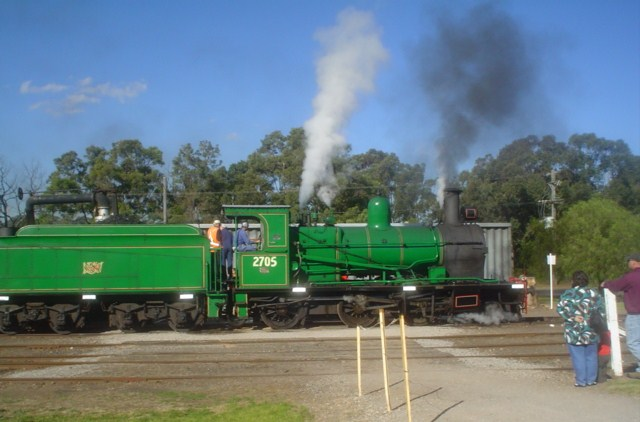
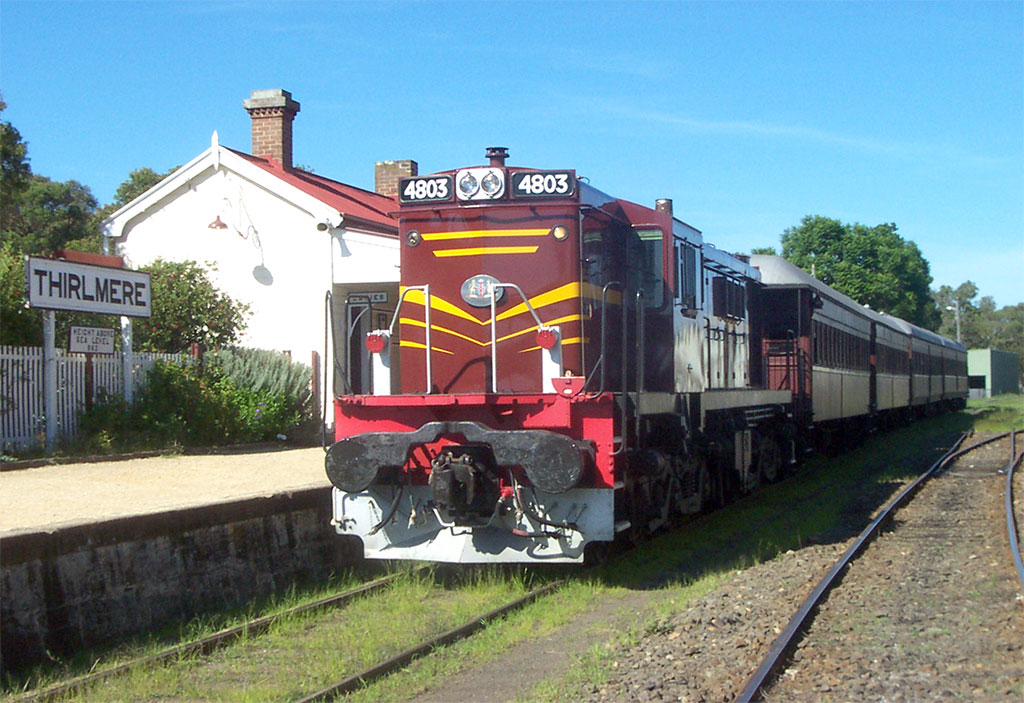
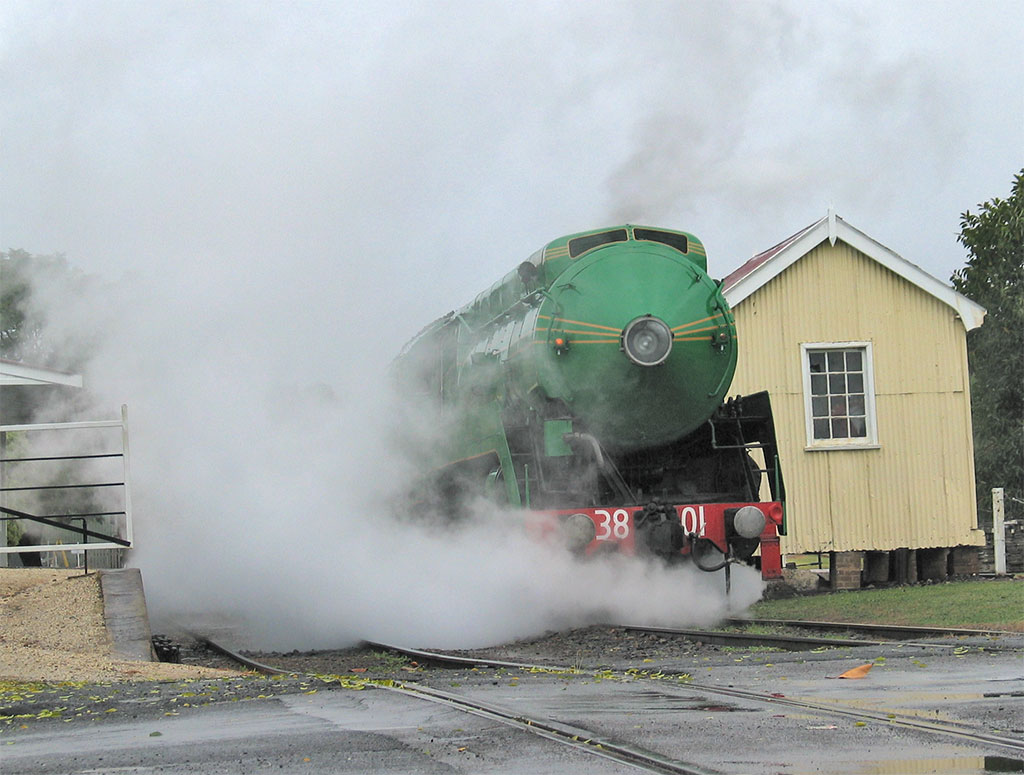
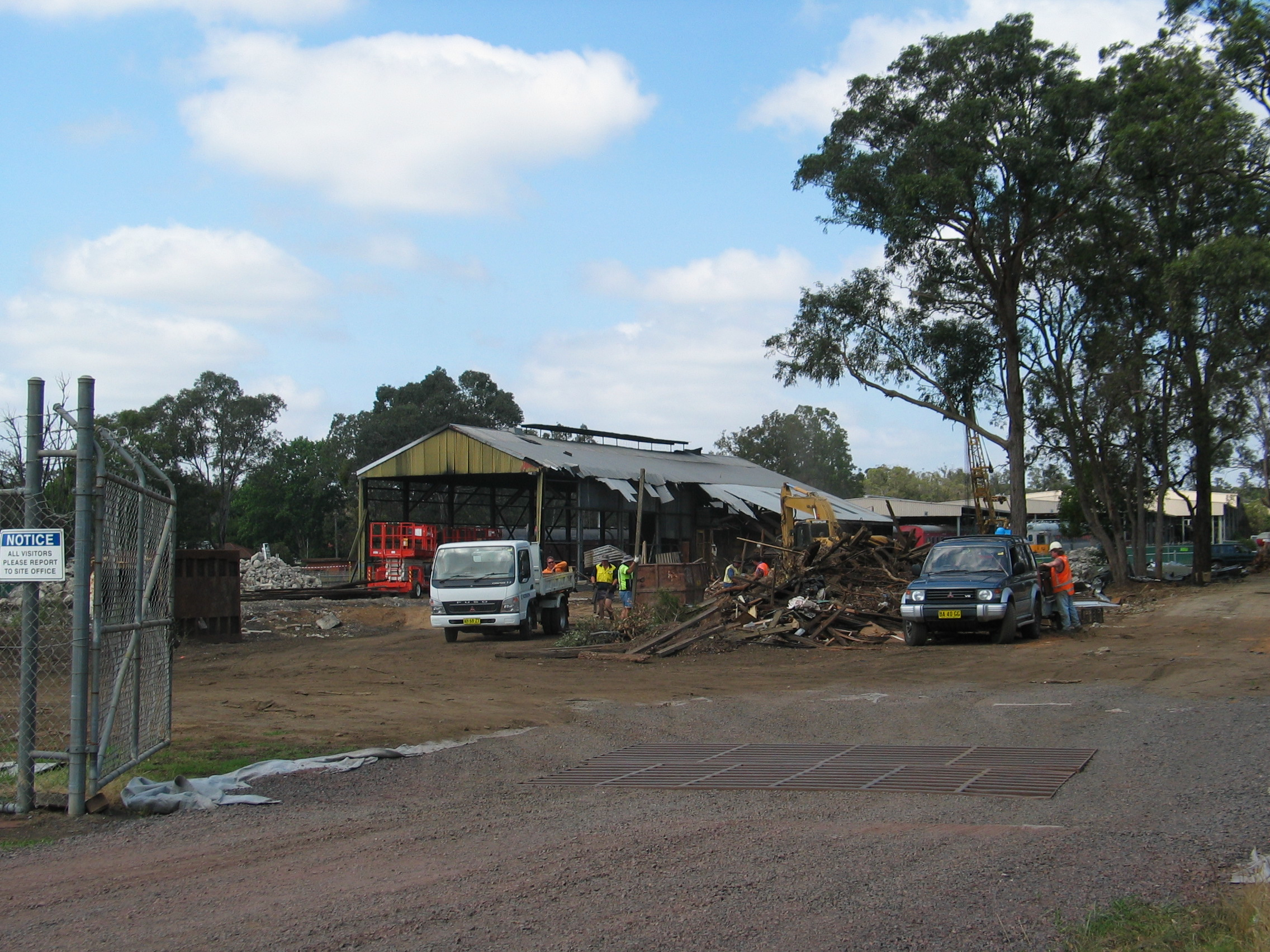
November 2009
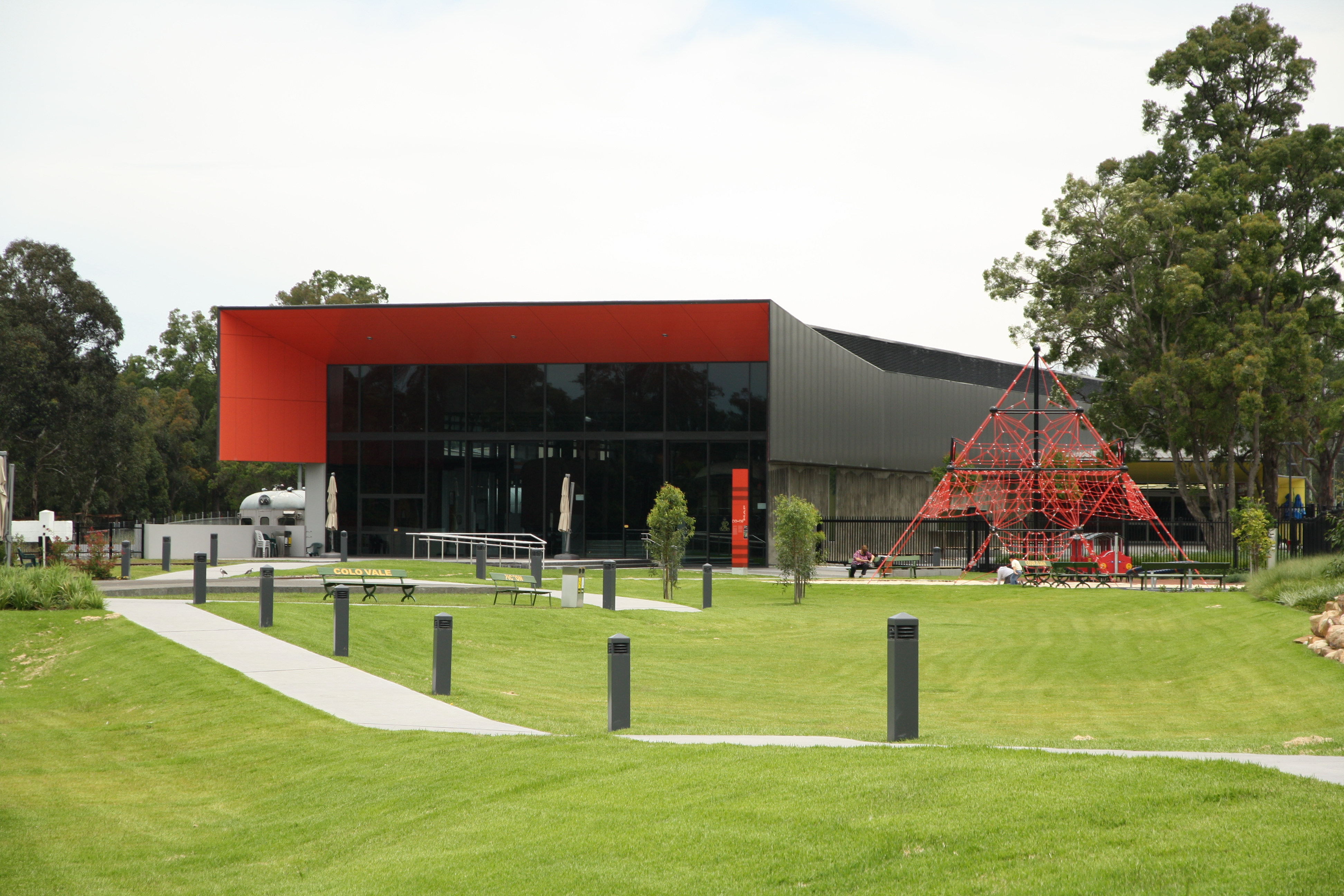
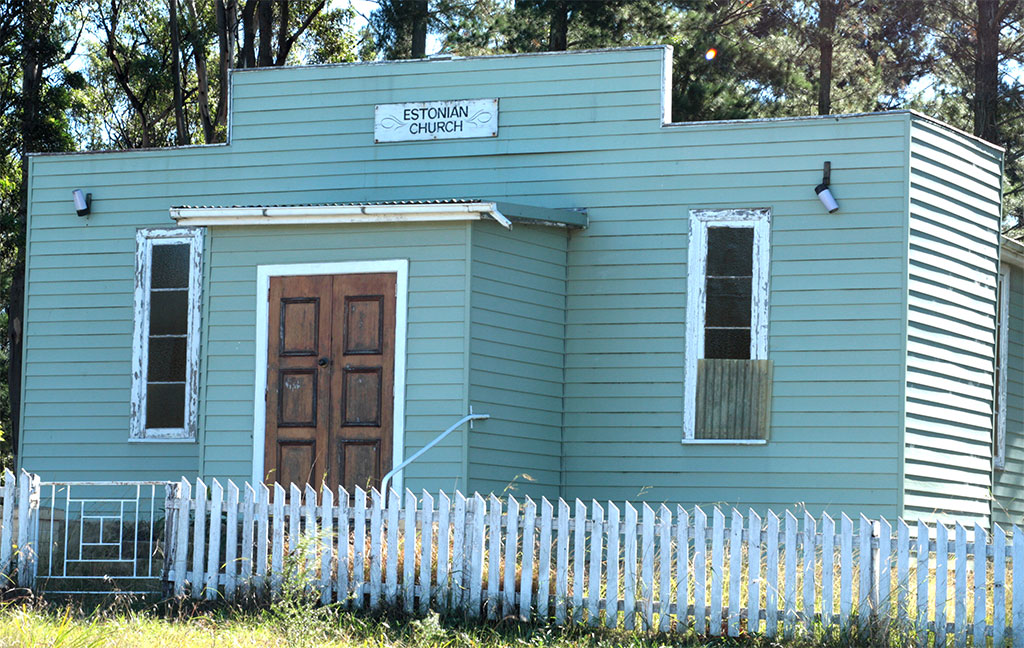
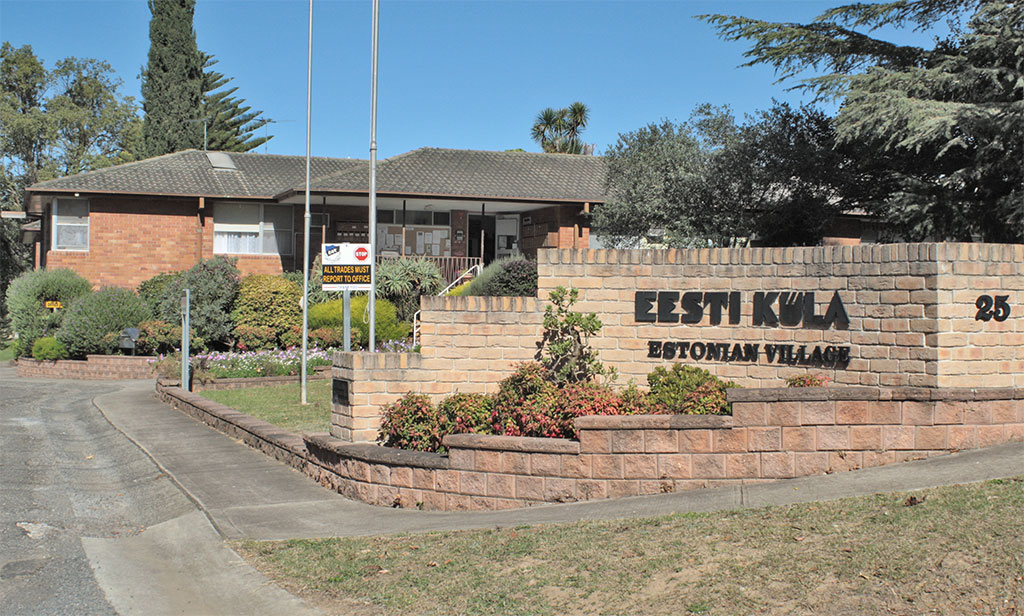
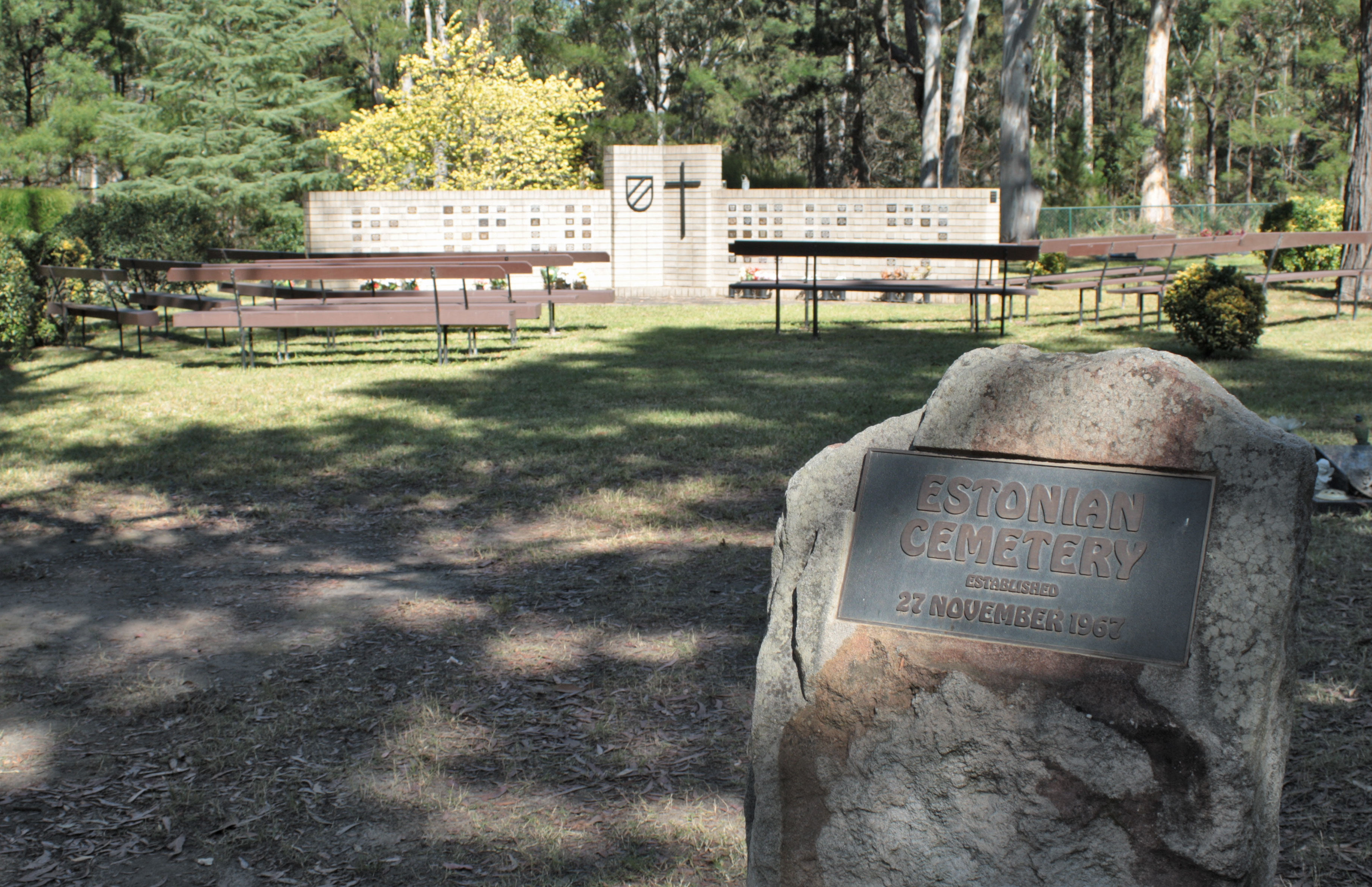
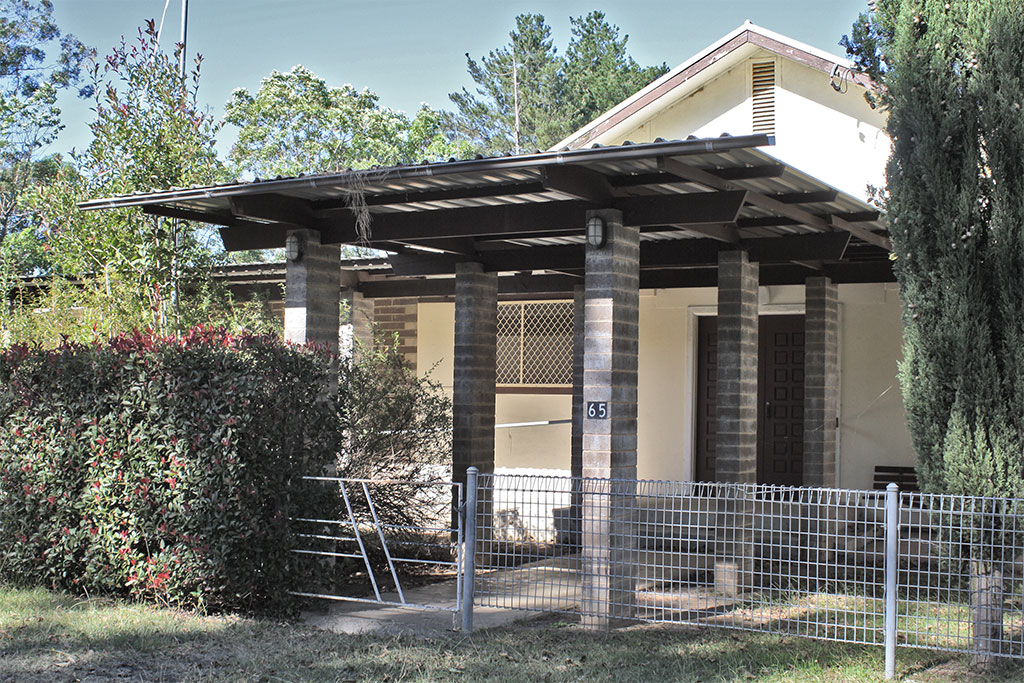